# OpenAFS
OpenAFS es una implementación de código abierto del Sistema de Ficheros Distribuido de Andrew (AFS). AFS fue originalmente desarrollado en la Universidad Carnegie-Mellon, como un producto comercial por Transarc Corporation, el cual fue posteriormente adquirido por IBM. En el LinuxWorld el 15 de agosto de 2000, IBM anunciaba sus planes para el lanzamiento de una versión comercial del producto AFS bajo IBM Public License. Esta se convirtió en OpenAFS. Hoy OpenAFS soporta AIX, Mac OS X, Darwin, Digital UNIX, HP-UX, Irix, Solaris, Linux, Microsoft Windows, FreeBSD y OpenBSD.
- Datos: Q1512605